# Tiesmesland
Tiesmesland ist ein Ortsteil der Stadt Hitzacker (Elbe) im Landkreis Lüchow-Dannenberg in Niedersachsen. Der Ort liegt 6 km nordwestlich vom Kernbereich von Hitzacker an der Elbuferstraße. Die Elbe fließt am nordöstlichen Ortsrand.
Tiesmesland liegt im Biosphärenreservat Niedersächsische Elbtalaue.